# Tritonia lineata
Tritonia rayée
Espèce
La Tritonia rayée, ou Triton nacré (Tritonia lineata), est une espèce de nudibranches de la famille des tritoniidés. Le corps de ce mollusque est blanc et majoritairement translucide, deux lignes de blanc opaque le traversent longitudinalement. Il mesure généralement entre 15 et 35 mm. Sa zone de distribution couvre le nord-est de l'océan Atlantique, la Manche et la mer du Nord.

## Taxinomie et étymologie
L'espèce est pour la première fois décrite en 1848 par les naturalistes britanniques Joshua Alder et Albany Hancock. L'holotype a été récolté en septembre 1846 à Scarborough, dans le Yorkshire du Nord. Au moment de la découverte, Alder et Hancock se trouvaient avec leur ami géologue William Bean. L'épithète spécifique « lineata » signifie « rayée » et fait référence aux deux lignes opaques sur le manteau de l'animal.

## Distribution et habitat
La zone de distribution de T. lineata couvre la partie méridionale du littoral norvégien en mer du Nord, les côtes des îles britanniques et de la Bretagne dans la Manche, ainsi que le littoral de l'océan Atlantique nord-est, jusqu'au Portugal. La Tritonia rayée est rare sur les côtes irlandaises. Cette espèce est rarement observée en mer Méditerranée mais sa présence est confirmée sur les littoraux de Catalogne et de Croatie,. Le nudibranche se rencontre depuis la zone intertidale jusque 40 m de profondeur environ. Il vit sur des fonds sableux ou à proximité d'éboulis rocheux,.

## Description

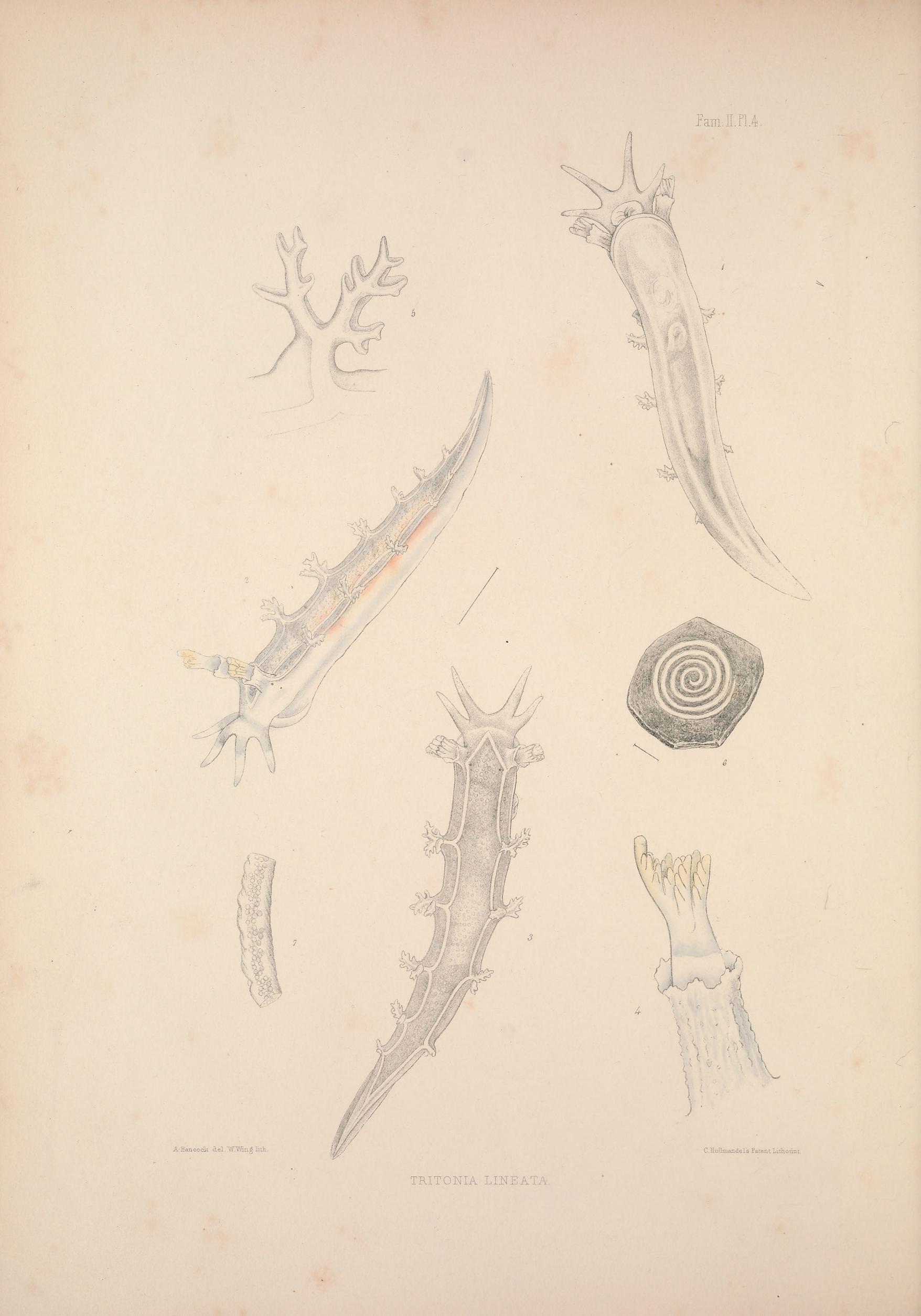
Tritonia lineata représentée dans en, en 1851.

T. lineata mesure le plus souvent entre 15 et 35 mm. La forme générale du corps est étroite. Le corps est blanc translucide, une coloration rosée est visible sur certains spécimens,. Cette quasi transparence rend parfois visible les organes internes. Deux lignes de blanc opaque courent le long du manteau depuis la base des rhinophores, elles se rejoignent au bout de la queue. Les deux rhinophores ainsi que quatre tentacules oraux sont situées sur la tête : les deux tentacules centraux sont plus grands ; ils possèdent une coloration blanc opaque à leur extrémité supérieure,. Les rhinophores sont cerclés d'un fourreau et lamellés sur leur partie antérieure ; les yeux sont situés à leur base,. Entre quatre et six paires de cérates ramifiés se dressent sur le dos du nudibranche : ces appendices font fonction de branchies. La dernière paire présente parfois des panaches branchiaux de plus petite taille. Les lignes opaques dessinent un triangle blanc à la base de chacune de ces ramifications. Le pied est étroit et se termine en pointe sur sa partie postérieure,.
La Tritonia rayée peut présenter des risques de confusion avec d'autres espèces, notamment trois issues du genre Tritonia. Tritonia striata se distingue par la présence de trois lignes noires sur le dos, elle est endémique de la Méditerranée. Tritonia nilsodhneri ne possède pas de lignes blanches sur son dos et vit généralement sur des gorgones du genre Eunicella. Tritonia festiva présente une coloration relativement proche. Les juvéniles de l'espèce Marionia blainvillea ont une apparence également similaire mais présentent parfois des teintes de violet et plusieurs lignes de blanc opaque sur le dos. Enfin, le nudibranche Doto tuberculata se différencie par sa plus petite taille et par la coloration différente des fourreaux des rhinophores.

## Écologie
T. lineata est un prédateur vorace se nourrissant de polypes d'octocoralliaires partageant sa zone de distribution tels que Sarcodictyon catenata ou S. roseum et Kirchenpaueria pinnata ; il chasse aussi des hydraires comme Plumularia pinnata.
Comme les autres nudibranches, cette espèce est hermaphrodite : la ponte (ou « oothèque ») est blanchâtre. La ponte prend la forme d'une spirale reposant sur les branches d'autres invertébrés,.